# Muraena
Muraena es un género de peces anguiliformes de la familia Muraenidae que contiene varias especies de morenas.

## Especies
Se reconocen las siguientes especies:
- Muraena appendiculata Guichenot, 1848.
- Muraena argus (Franz Steindachner, 1870).
- Muraena australiae John Richardson, 1848.
- Muraena clepsydra Gilbert, 1898.
- Muraena helena Linnaeus, 1758.
- Muraena insularum Jordan & Davis, 1891.
- Muraena lentiginosa Jenyns, 1842.
- Muraena melanotis (Kaup, 1860).
- Muraena pavonina Richardson, 1845.
- Muraena retifera Goode & Bean, 1882.
- Muraena robusta Osório, 1911.